# Тома Трифоновски
Тома Ахил Трифоновски е виден български художник, живописец.

## Биография
Трифоновски е роден в 1939 година в нестрамското село Дреничево (на гръцки Кранохори) в семейство на македонски българи. Според собствените му признания, детските спомени са най-ярки в съзнанието му. На 11 години по време на Гражданската война Трифоновски е изведен извън Гърция в групата на така наречените деца бежанци. Късното си детство Трифоновски прекарва в Чехословакия, където го откриват родителите му чрез Червения кръст, и Унгария, където учи живопис при професор Ендре Домановски.
В началото на 60-те семейството на Трифоновски се установява в България, където Трифоновски завършва Художествената академия „Николай Павлович“ в София (1966), специалност декоративно – монументална живопис. Трифоновски живее и твори в градовете Плевен, Враца и София.
Трифоновски е един от водещите в България автори в областта на живописта от 70-те години на XX век и началото на XXI век. Налага се като творец с женските портрети, голото тяло и натюрмортите. Съчетава по блестящ начин традициите на православната иконопис и модерния колорит. Картините му имат по-скоро камерен и интимен характер. Набляга на сходни по тоналност цветови гами, често клони към минимализъм, в който обаче разкрива огромно богатство от нюанси.
Негови творби са притежание на Музея за модерни изкуства „Пти Пале“ в Женева, Националната художествена галерия, музеи в България и частни колекции в България и чужбина – Италия, Германия, Канада, Русия, Франция, Австрия, Северна Македония, Дания и Кипър.
Умира на 25 декември 2010 година в София. Погребан е в Централните софийски гробища.